# Otto Meffert
Otto Meffert (* 19. Dezember 1879 in Warmbach, Taunus; † 1. August 1970 in Hannover) war ein deutscher Architekt, Stadtplaner und kommunaler Baubeamter.

## Leben
Meffert studierte ab etwa 1900 an der Kunstgewerbeschule Barmen sowie an der staatlichen Baugewerkschule Frankfurt an der Oder und war dann acht Jahre lang beim Stadtbauamt Barmen beschäftigt, wo er die Bauführung innehatte und Bebauungspläne aufstellte.
Ab 1912 arbeitete Meffert in Hannover als Stadtbaumeister und wurde 1923 zum Magistratsbaumeister ernannt. Ab 1924 leitete er die Abteilung für die Stadterweiterung und wurde ab dem Folgejahr 1925 der engste Mitarbeiter von Stadtbaurat Karl Elkart. Ab Sommer 1945 wurde Meffert zunächst kommissarischer, und von 1946 bis August 1948 gewählter Nachfolger Elkarts.
Als Stadtbaurat organisierte Otto Meffert nun den Wiederaufbau der zu 48 Prozent zerstörten Stadt Hannover. Neben der Räumung der Trümmer und der Instandsetzungen begann er 1947 mit einer längerfristigen Planung, die einzelne Teile des noch unter den Nationalsozialisten entwickelten radikalen Plans von 1944/1945 zum Neubau der Stadt aufnahm. Dazu gehörten die Entlastung der Innenstadt vom Verkehr mittels Straßendurchbrüchen, Verbreiterungen von Straßen und eine sogenannte „Leinerandstraße“, die Auflockerung der vormals dichten Bebauung sowie eine stärkere Durchgrünung. Diese Pläne wurden jedoch schon 1947/1948 durch ein Gutachten einer Arbeitsgruppe der Technischen Hochschule Hannover um Richard Finsterwalder, Hans Högg, Otto Fiederling und Ernst Zinsser überarbeitet. Mefferts Nachfolger Rudolf Hillebrecht machte allerdings auch diese überarbeiteten Pläne nicht zur Grundlage weiterer Aufbauplanung.
Otto Meffert blieb noch bis 1952 im Bauausschuss der Stadt und als Berater tätig.

## Ehrungen
Posthum wurde Otto Meffert durch die Landeshauptstadt Hannover mit der Namensgebung der 1984 angelegten Meffertstraße im Stadtteil Bothfeld geehrt.

## Schriften
- (mit Hermann Wernicke): Die Grünanlagen der Hauptstadt Hannover. (herausgegeben vom Städtischen Presseamt Hannover) Osterwald, Hannover 1948.
- Die städtebauliche Vorbereitung der Bautätigkeit. In: Karl Elkart (Hrsg.): Neues Bauen in Hannover. (herausgegeben vom Verkehrsverein Hannover) Schmorl & von Seefeld Nachf., Hannover 1929.